# ژولی اژه
ژولی اژه (انگلیسی: Julie Ege; ۱۲ نوامبر ۱۹۴۳ – ۲۹ آوریل ۲۰۰۸) هنرپیشه، مدل (شخص)، پرستار، و بازیگر سینما اهل نروژ بود. وی بین سال‌های ۱۹۶۷ تا ۱۹۹۸ میلادی فعالیت می‌کرد.
از فیلم‌ها یا برنامه‌های تلویزیونی که وی در آن نقش داشته‌است می‌توان به در خدمت سرویس مخفی ملکه اشاره کرد.